# Herbert S. Hadley

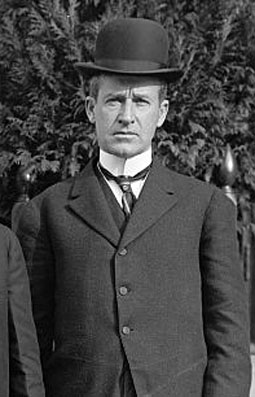
Herbert Hadley (1912)

Herbert Spencer Hadley (* 20. Februar 1872 in Olathe, Kansas; † 1. Dezember 1927 in St. Louis, Missouri) war ein US-amerikanischer Politiker (Republikanische Partei) und von 1909 bis 1913 der 32. Gouverneur des Bundesstaates Missouri.

## Frühe Jahre
Nach der Grundschule besuchte Hadley bis 1892 die University of Kansas. Nach einem anschließenden Jurastudium an der Northwestern University wurde er im Jahr 1894 als Rechtsanwalt zugelassen. Daraufhin begann er in Kansas City in diesem Beruf zu arbeiten. Dort gehörte er bald auch zum juristischen Beraterstab der Stadtverwaltung.

## Politische Laufbahn
Hadleys politischer Aufstieg begann im Jahr 1900 mit seiner Wahl zum Bezirksstaatsanwalt im Jackson County in Missouri. Zwischen 1905 und 1909 war er Justizminister (Attorney General) seines Staates. In dieser Eigenschaft führte er ein erfolgreiches Verfahren gegen die Standard Oil Company, die gegen die Antitrust-Gesetze verstoßen hatte.
Im November 1908 wurde er zum Gouverneur seines Staates gewählt. Damit war er der erste Republikaner in diesem Amt seit dem Ende der Amtszeit von Joseph W. McClurg im Jahr 1871. Hadley trat sein neues Amt am 11. Januar 1909 an. In seiner vierjährigen Amtszeit wurde die maximale Arbeitszeit für Frauen auf neun Stunden pro Tag festgelegt. Auf dem Gebiet des Eisenbahnwesens wurde ein Gesetz gegen Diskriminierung der Fahrgäste erlassen.

## Weiterer Lebenslauf
Nach dem Ende seiner Amtszeit zog sich Hadley aus der Politik zurück und wurde wieder als Rechtsanwalt tätig. Zwischen 1913 und 1916 vertrat er juristisch die Regulierungsbehörde Interstate Commerce Commission. Aus gesundheitlichen Gründen zog er im Jahr 1917 nach Colorado, wo er an der University of Colorado Jura lehrte. Außerdem wurde er juristischer Berater des Eisenbahnausschusses der Regierung von Colorado. Im Jahr 1923 kehrte Hadley nach Missouri zurück, wo er Kanzler der Washington University wurde. Diese Position behielt er bis 1927. Herbert Hadley starb am 1. Dezember 1927 an Herzversagen. Er war mit Agnes Lee verheiratet, mit der er drei Kinder hatte.